# Melbourne-i repülőtér
A Melbourne-i repülőtér (IATA: MEL, ICAO: YMML) Ausztrália egyik nemzetközi repülőtere, amely Melbourne közelében található. Éves utasforgalma 25 690 854 fő (2022).

## Futópályák
A repülőtér futópályái:
- 09/27 (2286 m, 45 m, aszfalt)
- 16/34 (3657 m, 60 m, aszfalt)

## Forgalom
Az utasforgalom az elmúlt években az alábbi módon változott:
| Utasok száma | 6 338 956 | 6 524 357 | 10 494 275 | 13 600 846 | 16 581 421 | 21 567 868 | 27 394 764 | 31 386 793 | 36 916 629 | 25 690 854 |
|              | 1985      | 1989      | 1993       | 1997       | 2001       | 2006       | 2010       | 2014       | 2018       | 2022       |

## Légitársaságok és úticélok
2025-ben a Melbourne-i repülőtérről az alábbi járatok indulnak (Utoljára frissítve: 2025-02-22):

### Személy
| Légitársaság               | Célállomások |
| -------------------------- | --- |
| Air China                  | Beijing–Capital |
| Air India                  | Delhi Szezonális: Mumbai |
| Air New Zealand            | Auckland, Christchurch, Queenstown, Wellington |
| AirAsia X                  | Kuala Lumpur–International |
| Asiana Airlines            | Szezonális: Seoul–Incheon |
| Batik Air Malaysia         | Denpasar, Kuala Lumpur–International |
| Beijing Capital Airlines   | Hangzhou, Qingdao |
| Cathay Pacific             | Hong Kong |
| Cebu Pacific               | Manila |
| China Airlines             | Taipei–Taoyuan Szezonális: Auckland |
| China Eastern Airlines     | Nanjing, Shanghai–Pudong |
| China Southern Airlines    | Guangzhou Szezonális: Beijing–Daxing |
| Delta Air Lines            | Szezonális: Los Angeles (kezdődik 2025 december 5-től) |
| Emirates                   | Dubai–International, Singapore (vége 2025 március 30-tól) |
| Etihad Airways             | Abu Dhabi |
| Fiji Airways               | Nadi |
| Garuda Indonesia           | Denpasar, Jakarta–Soekarno-Hatta |
| Hainan Airlines            | Haikou |
| Japan Airlines             | Tokyo–Narita |
| Jetstar                    | Adelaide, Auckland, Ayers Rock, Ballina, Bangkok–Suvarnabhumi, Brisbane, Busselton, Cairns, Canberra, Christchurch, Darwin, Denpasar, Gold Coast, Hamilton Island, Hervey Bay, Hobart, Ho Chi Minh City, Honolulu (vége 2025 április 30-tól), Launceston, Nadi, Newcastle, Perth, Phuket, Proserpine, Queenstown, Singapore, Sunshine Coast, Sydney, Townsville |
| Juneyao Air                | Shanghai–Pudong |
| LATAM Chile                | Santiago de Chile |
| Link Airways               | Dubbo, Orange, Wollongong |
| Malaysia Airlines          | Kuala Lumpur–International |
| Philippine Airlines        | Manila |
| Qantas                     | Adelaide, Alice Springs, Auckland, Brisbane, Cairns, Canberra, Christchurch, Dallas/Fort Worth, Delhi, Denpasar, Gold Coast, Hobart, Hong Kong, Honolulu (kezdődik 2025 május 1-től), Jakarta–Soekarno-Hatta, Los Angeles, Perth, Queenstown, Singapore, Sunshine Coast, Sydney, Tokyo–Narita, Wellington Szezonális: Broome,[forrás?] Hamilton Island[forrás?] |
| QantasLink                 | Adelaide, Albury, Brisbane, Burnie, Canberra, Coffs Harbour, Darwin, Devonport, Hobart, Launceston, Mildura, Newcastle, Townsville, Wagga Wagga Szezonális: Merimbula[forrás?] |
| Qatar Airways              | Doha |
| Rex Airlines               | Burnie, Devonport, King Island, Merimbula, Mildura, Mount Gambier, Wagga Wagga |
| Royal Brunei Airlines      | Bandar Seri Begawan |
| Scoot                      | Singapore |
| Sichuan Airlines           | Chengdu–Tianfu |
| Singapore Airlines         | Singapore |
| SriLankan Airlines         | Colombo–Bandaranaike |
| Thai Airways International | Bangkok–Suvarnabhumi |
| Turkish Airlines           | Istanbul, Singapore |
| United Airlines            | Los Angeles, San Francisco |
| VietJet Air                | Hanoi, Ho Chi Minh City |
| Vietnam Airlines           | Hanoi, Ho Chi Minh City |
| Virgin Australia           | Adelaide, Ayers Rock, Brisbane, Cairns, Canberra, Darwin, Denpasar, Doha (kezdődik 2025 december 1-től), Gold Coast, Hamilton Island, Hobart, Launceston, Nadi, Newcastle, Perth, Queenstown, Sunshine Coast, Sydney |
| XiamenAir                  | Xiamen |

↑ 1 1  Virgin Australia's flight to Doha is operated by Qatar Airways through a wet lease agreement
A Qantas Melbourne-ből külön „repülős” járatokat is üzemeltet az Antarktisz felett. Ezek a járatok egy Boeing 787 Dreamliner segítségével indulnak Melbourne-ből az 1-es terminálról, és az Antarktisz megtekintését szolgálják, mielőtt visszatérnének Ausztráliába. Ezek a járatok összesen körülbelül tizenhárom órásak.

### Cargo
| Légitársaság             | Célállomások                                                                        |
| ------------------------ | ----------------------------------------------------------------------------------- |
| Cathay Cargo             | Hong Kong, Toowoomba                                                                |
| Qantas Freight           | Adelaide, Brisbane, Cairns, Canberra, Gold Coast, Hobart, Launceston, Perth, Sydney |
| Singapore Airlines Cargo | Auckland, Singapore                                                                 |
| Tasman Cargo Airlines    | Auckland, Christchurch, Singapore                                                   |